# Loxoconchidea minima
Loxoconchidea minima is een mosselkreeftjessoort uit de familie van de Loxoconchidae. De wetenschappelijke naam van de soort is voor het eerst geldig gepubliceerd in 1976 door Bonaduce, Ciampo & Masoli.